# Peripheral Component Interconnect
Peripheral Component Interconnect (abreujat PCI) és un bus d'ordinador estàndard per connectar dispositius perifèrics directament a la placa base que va ser desenvolupat per l'Architecture Lab d'Intel Corporation i va aparèixer en els ordinadors per primer cop a la darreria de 1992. Actualment són els busos locals més usats d'entrada/sortida (E/S), tot i que en la seva versió PCI Express, i ha desplaçat a busos locals com ISA i VESA fins a convertir-se en el bus local estàndard. Aquests dispositius poden ser circuits integrats o targetes d'expansió que s'ajusten als connectors.

## Història
El treball sobre els PCI va començar al laboratori Intel el 1990 a Atlacomulco, Mèxic. PCI 1.O, que va veure la llum el 22 de juny de 1992, va ser només una especificació a nivell de components. El PCI 2.O va ser el primer a establir l'estàndard per al connector i l'spot de la placa base i va ser llençat el 1993. El PCI 2.1 va sortir al mercat l'1 de juny de 1995.
PCI fou ràpidament posat en ús en servidors, en reemplaçar MCA i EISA com a opció al bus d'expansió. Al PC va ser més lent en reemplaçar el VESA Local Bus i no va tenir suficient penetració al mercat fins després del 1994, en la segona generació dels Pentium. El 1996 el VESA es va extingir i les companyies van reemplaçar fins als computadors 80486. Apple va adoptar el PCI pel Power Macintosh (reemplaçant el NuBus) a mitjan 1995 i el Performa (reemplaçant a LC PDS) a mitjan any 1996.
Noves versions PCI van afegir característiques i millores en el rendiment incloent un estàndard a 66 MHz 3.3 V i un altre de 133 MHz anomenats PCI-X. Ambdós PCI-X1.0b i PCI-X2.0 són compatibles amb els seus predecessors. Amb la introducció de la versió serial PCI Express en el 2004, els fabricants de plaques base van incloure cada vegada menys ranures PCI en favor del nou estàndard, tot i que encara és comú veure targetes amb les dues interfícies implementades.

## Avantatges del bus PCMI

### Mode de transferència de ràfegues lineals
Consisteix en el fet que els perifèrics esperen rebre dades de la memòria principal en ordre lineal d'adreces, el que vol dir, grans volums de dades (ràfegues) son llegits o escrits en una única adreça que s'incrementa automàticament pel següent byte de flux. D'aquesta forma l'amplada de banda s'aprofita molt més.

### Reducció del temps d'espera
Redueix el temps que transcorre des que un perifèric fa la petició de control del bus fins que es concedeix aquest control, molt pràctic en el cas de les targetes de xarxa.

### Estalvi d'espai físic
Mentre que el connector VESA Local Bus tenia més de 80 contactors, ja que era una ampliació del connector AT-ISA, el PCI feia les mateixes funcions, gràcies a la tècnica de multiplexat que utilitza, i és bastant més curt, amb gairebé 50 contactors.

### Capacitat Plug & Play (Autoconfiguració)
El PCI té dos espais de direcció separats de 32-bit i 64-bit corresponents a la memòria i port de direcció d'entrada / sortida de la família de processadors de X86. L'encaminament és assignat pel programari. Un tercer espai de direcció anomenat PCI Configuration Space, el qual utilitza un esquema d'adreçament corregit que permet al programari determinar la quantitat de memòria i espai d'adreces entrada / sortida necessitat per cada dispositiu. Cada dispositiu que connectes pot demanar fins a sis àrees d'espai de memòria o espais de port entrada / sortida a través del registre d'espai de configuració.
Al típic sistema el microprogramari (o sistema operatiu) consulta tots els PCI a l'inici (via espai configuració PCI) per esbrinar quins dispositius estan presents i quins recursos i diu a cada dispositiu quin és el seu allotjament. L'espai de configuració de PCI també conté una petita quantitat d'informació de cada dispositiu el qual, ajuda al sistema operatiu a triar els seus drivers o almenys tenir un diàleg sobre la configuració del sistema.
Els dispositius poden tenir una ROM que conté codis executables per als x86 o processadors PA-RISC, Un driver Open Firmware o un driver EFI. Aquests són típicament necessaris per a dispositius usats durant l'inici del sistema, abans que els seus drivers siguin carregats pel sistema operatiu.

## Especificacions maquinari

Diagrama on es pot veure les distintes formes de connexió per a targetes PCI de 32 i 64 bits

Aquestes especificacions representen a la versió de PCI més comunament usada en els PC.
- Rellotge a 33,33 MHz amb transferències síncrones
- Ample de bus de 32 bits o 64 bits
- Taxa de transferència màxima de 133 MB per segon al bus de 32 bits (33,33 MHz × 32 bits ÷ 8 bits/byte = 133 MB/s)
- Taxa de transferència màxima de 266 MB/s al bus de 64 bits
- Espai d'adreça de 32 bits (4 GB)
- Espai de ports I / O de 32 bits (actualment depreciat).
- 256 bytes d'espai per configuració
- 3,3 V o 5 V, depenent del dispositiu
- Reflected-wave switching.

L'especificació 2.1 de PCI també preveu opcions per senyals de 3.3 V, ample de bus de 64 bits, i senyal de rellotge de 66 MHz, amb un ample de banda de 528 Mb/seg, encara que aquestes opcions no són gaire comunes a part del suport per PCI-X a les plaques mare per servidors.

## Variants convencionals de PCI
- Cardbus és un format PCMCIA de 32 bits, 33 MHz PCI
- Compact PCI, utilitza mòduls de mida Eurocard connectat a una placa filla PCI.
- Targeta d'expansió PCI-X Gigabit EthernetPCI 2.2 Funcions a 66 MHz (requereix 3,3 volts als senyals) (índex de transferència màxima de 503 MiB/s (533MB/s).
- PCI 2/3 permet l'ús de 3,3 volts i senyalitzador universal, però no suporta els 5 volts a les targetes.
- PCI 3.0 és l'estàndard final oficial del bus, amb el suport de 5 volts completament tret.
- PCI-X canvia el protocol lleument i augmenta la transferència de dades a 133 MHz (índex de transferència màxima de 1.014 MiB/s).
- PCI-X 2.0 especifica una ràtio de 266 MHz (índex de transferència màxima de 2035 MiB/s) i també de 533 MHz, expandeix l'espai de configuració a 4096 bytes, afegeix una variant de bus de 16 bits i utilitza senyals d'1,5 volts.
- Mini PCI és un nou format de PCI 2.2 per utilitzar-lo internament en els portàtils.
- PC/104-Plus és un bus industrial que utilitza els senyals PCI amb diferents connectors.
- Advanced Telecommunications Computing Architecture (ATCA o AdvancedTCA) és la següent generació de busos per a la indústria de les telecomunicacions.
- PXI és l'extensió del bus PCI per a instrumentació i control.

## Dimensions de les targetes

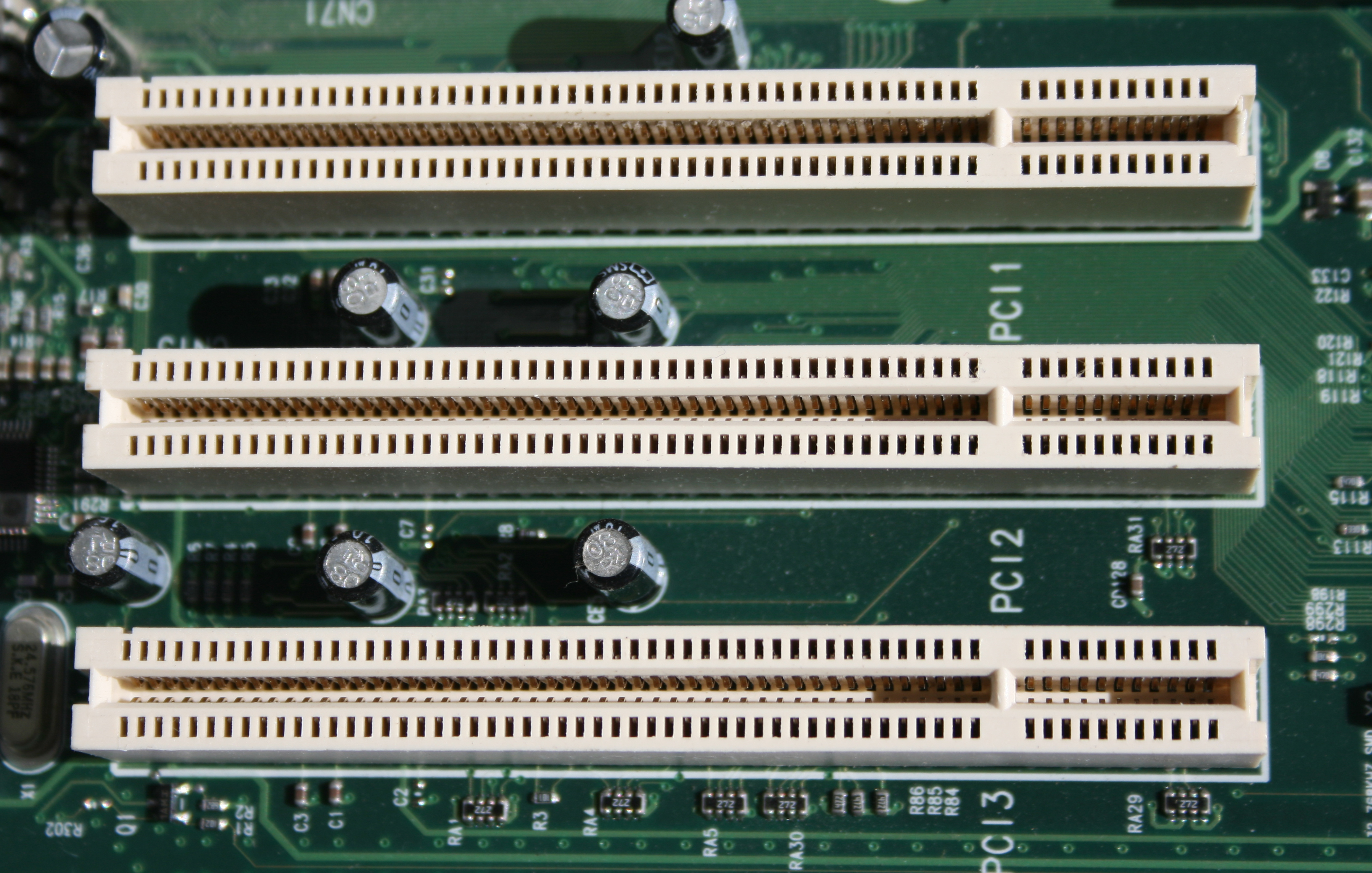
Tres slots PCI de 32 bits de 5V en una placa base.

### Mida completa
La targeta original de PCI "mida completa" té un gruix d'uns 107 mm (4.2 polzades) i una llargada de 312 mm (12.283 polzades). L'alçada inclou el connector de vora de targeta. No obstant això, les targetes PCI més modernes són de mig cos o més petites i en molts ordinadors personals no se'ls poden encaixar una targeta de mida completa.

### TargetaBlackplate
A més d'aquestes dimensions la mida del backplate està també estandarditzada. El backplate és la peça de metall situada a la cantonada del PCI, que s'utilitza per fixar-la al xassís i conté els connectors externs. La targeta pot ser d'una mida menor, però el backplate ha de ser de mida completa i pròpiament localitzat. Respecte de l'anterior bus ISA, està situat al costat oposat de la placa per evitar errors.